# Дачный фестиваль имени Шаляпина
Дачный фестиваль имени Шаляпина — ежегодный российский музыкальный фестиваль в городе Плёсе, Ивановская область.

## О фестивале
Фестиваль проводится с 2015 года. Проходит при поддержке Совета Плёсского городского поселения, фонда «Корпорация развития Плёса», Плёсского государственного историко-архитектурного и художественного музея-заповедника.
Президент фестиваля — Инга Каримова. 

## Участники фестиваля

### 2015 год
Первый фестиваль прошёл 5—6 июня 2015 года. В нём приняли участие Аскар Абдразаков, Лолита Сёмина, Ирина Долженко, Наталия Мордашова, Жун Ши Цзе и другие исполнители.

### 2016 год
20 мая 2016 года концерт прошёл в Левитановском культурном центре. В нём приняли участие оркестр «Виртуозы Москвы» под управлением Владимира Спивакова, оперные певцы Аскар Абдразаков и Анна Аглатова.
На Торговой площади 21 мая 2016 года состоялся концерт с участием центрального военного оркестра Министерства обороны Российской Федерации под управлением дирижёра Валерия Халилова. На нём выступили Тамара Гвердцители, Аскар Абдразаков, Мари Карне, Антон Петряев и Григорий Чернецов.

### 2017 год
В 2017 году в рамках фестиваля прошёл сольный концерт пианиста Дениса Мацуева. Кроме того, на Торговой площади состоялся концерт, посвящённый памяти Валерия Халилова. В нём приняли участие Иосиф Кобзон, Аскар Абдразаков, Тамара Гвердцители, Антон Петряев, Алёна Гузь и другие исполнители.

### 2018 год

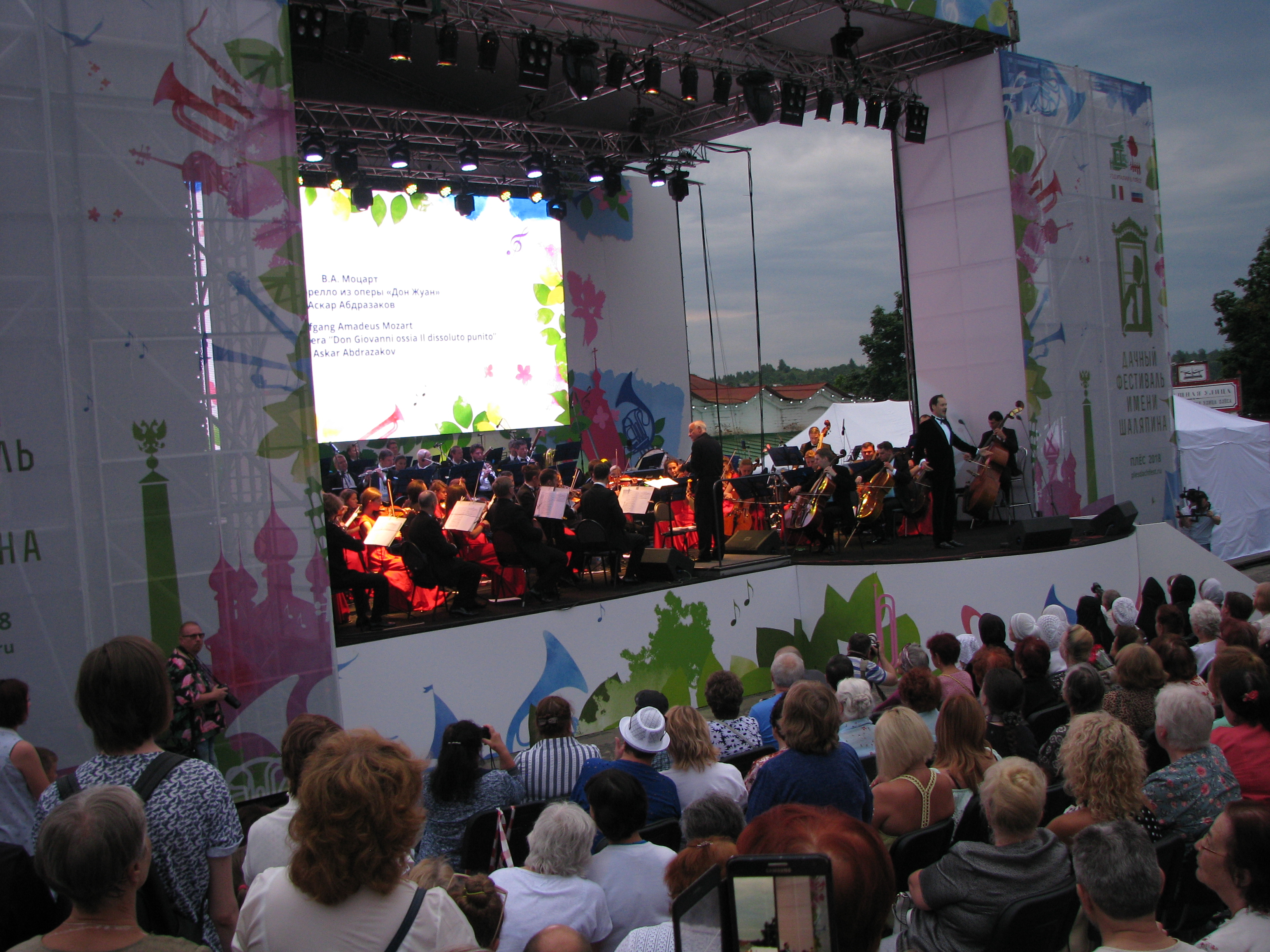
Аскар Абдразаков на гала-концерте фестиваля в 2018 году

В 2018 году Дачный фестиваль имени Шаляпина стал главным событием «Года Италии в Плёсе». В рамках фестиваля состоялись три концерта.
19 мая 2018 года состоялся концерт «Мечта об Италии». Местом проведения стал Левитановский культурный центр (Плёс). В концерте приняли участие солисты Центра оперного пения Галины Вишневской и стипендиаты Фонда Мстислава Ростроповича
30 июня 2018 года на Торговой площади прошёл гала-концерт итальянской оперной музыки. Участниками стали итальянские певцы Робертино Лоретти и Джордано Лука, а также российские оперные певцы Аскар Абдразаков, Ильдар Абдразаков, Василий Герелло, Анна Аглатова, Светлана Шилова и симфонический оркестр Москвы «Русская филармония» под управлением Марко Боэми (Италия).
22 сентября 2018 года в Левитановском культурном центре прошёл «Итальянский вечер с Павлом Герштейном». В нём приняли участие Костромской губернский симфонический оркестр под управлением художественного руководителя и главного дирижера Павла Герштейна, а также российский скрипач Андрей Баранов.